# آيت بوهو (عزابة)
آيت بوهو هو دُوَّار يقع بجماعة عزابة، إقليم صفرو، جهة فاس مكناس في المملكة المغربية. ينتمي الدوّار لمشيخة عزابة التي تضم 4 دواوير.

## التركيبة السكانية
يقدر عدد السكان بـ 448 نسمة حسب الإحصاء الرسمي للسكان والسكنى لسنة 2004.

## وصلات خارجية
- البوابة الوطنية للجماعات الترابية
- المندوبية السامية للتخطيط